# Restaurant Brands International
Restaurant Brands International Inc. (RBI) er et canadisk multinationalt fastfood-holdingselskab. Det blev etableret i 2014 ved en fusion mellem Burger King og Tim Hortons. Selskabet er børsnoteret på New York Stock Exchange og Toronto Stock Exchange.